# 北宋

北宋
宋

北宋、遼（簡体字で「辽」）、西夏の領域。北宋政和元年、遼天慶元年（1111年）

北宋（ほくそう、拼音：Běisòng、960年 - 1127年）は、中国の王朝。趙匡胤が五代最後の後周から禅譲を受けて建てた。国号は宋であるが、金に開封を追われて南遷した後の南宋と区別して北宋と呼び分けている。北宋期の首都は開封であった。
北宋と南宋とでは華北の失陥という大きな違いがあるが、それでも社会・経済・文化は継続性が強く、その間に明確な区分を設けることは難しい。そこで区分しやすい歴史・制度・国際関係などは北宋・南宋の各記事で解説し、区分しにくい分野を宋で解説することにする。

## 概要
907年に唐が滅亡し、その後の五代十国時代の戦乱の時代の後、960年に趙匡胤により建てられたのが宋である。太祖・趙匡胤から始まり、3代真宗の時代に遼からの侵攻を受け、これと和平を結ぶ（澶淵の盟）。これによって平和は確保され大きな文化の華が開いたが、一方では外国に支払う歳幣や弱体化して肥大した国軍の維持のための財政の悪化など問題を抱えるようになる。6代神宗の時代に王安石の手により新法と呼ばれる政治改革が試みられるが、これが政争の原因となり、混乱を招いた（新法・旧法の争い）。8代徽宗の時代に新興の金と結んで遼を滅ぼすものの自らも金に滅ぼされ、南に逃れて王朝を再建した。華北時代を北宋、華南時代を南宋と呼び分けている。この項目で取り扱うのは960年から1127年までの北宋である。
全盛期には中央アジアにまで勢力を伸ばしていた唐に対して、宋は遼（契丹）・西夏（タングート）という外敵を抱え、対外的には萎縮していた時代と見られている。一方、国内では様々な面で充実を見、特に文化面では顕著な進展が見られた。
具体的に唐と宋との間の変化として最も大きな変化は唐までの中国で政治・経済・文化の主たる担い手であった貴族層が完全に消滅し、士大夫と呼ばれる新しい層がそれに代わったということである。
1. 五代では有力な家臣（武人）による帝位簒奪が相次いだ。対して北宋では、武人の権限が弱められ、士大夫がそれを統制し、またその士大夫は官僚であることで士大夫なのであって皇帝を追い落として自ら皇帝となることは構図的にありえなかった。これにより「（突き詰めると）全ての政治的権限および責任が皇帝に帰する」皇帝独裁制[注釈 1] が成立した。
2. 貴族は血筋によって貴族であり、それ以外の者がどんなに努力しようが貴族にはなれない。宋代では科挙に合格できるならばどのような出身であれ、高位に上り詰める可能性が生じた。現実的には貧しい者が科挙に合格するのはまず不可能であったが、それであってもその意義は大きく、このことにより一種の平等思想を生むことになった。この「平等」を現代の「平等」と一緒くたにしてはいけないが、より開かれた意識が見られたのは確かである。
3. 経済的には銅銭の発行額が桁違いに増え、また史上初の紙幣として交子が誕生した。
4. 唐代の文化とはとりもなおさず「貴族文化」であって、その担い手も受け手も限られた階層の人間であった。これに対して宋代では文化の担い手も受け手も数が大幅に増え、多くの点で新機軸を生み出すことになったなどの変化（これ以外にも変化は多い）がこの時代に起きた。

- 京大教授の内藤湖南はこれらの変化を単に王朝の変遷というのみならず「中国史上で最も大きな変化があった」と主張した。

この項目では全般に渡って山川出版社『中国史3』と講談社学術文庫『五代と宋の興亡』を使用している。この二書に関しては特に必要のない限りは出典としては挙げない。

## 歴史

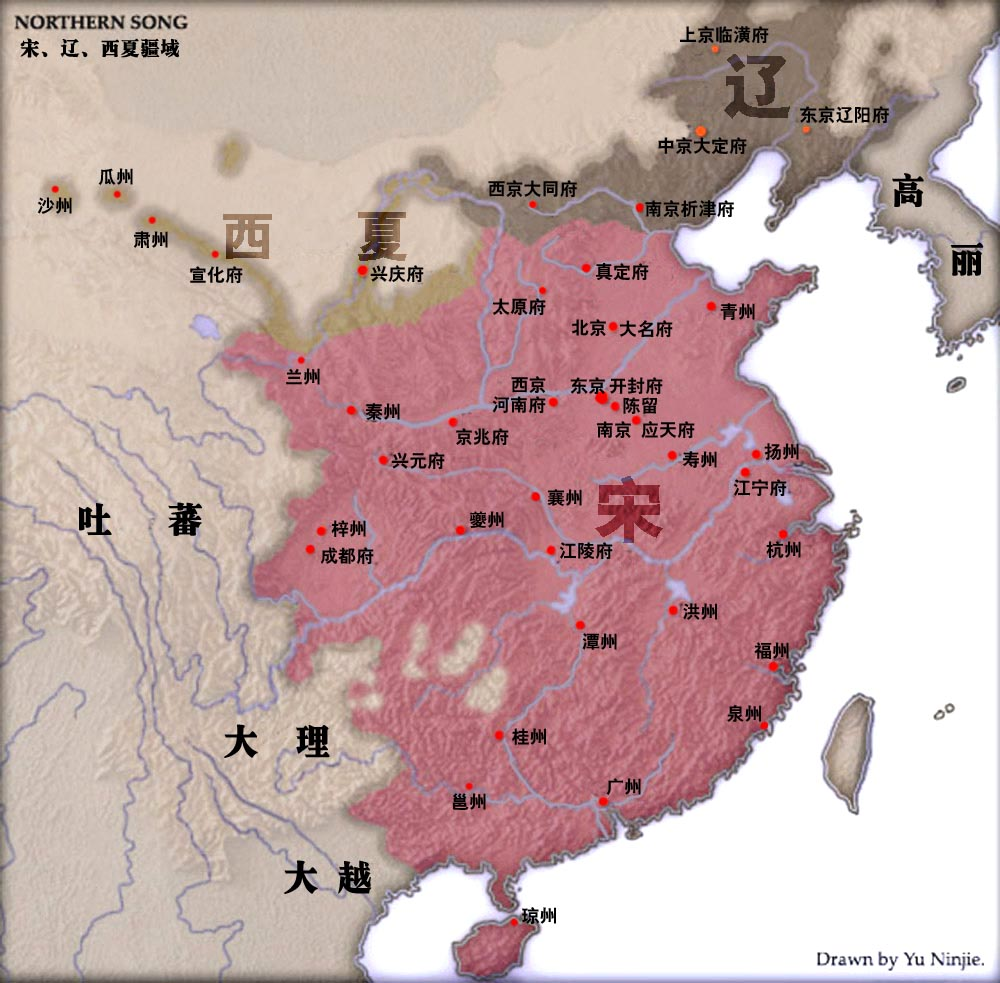
北宋

### 建国
唐の崩壊以後、中国は五代十国時代の分裂期に入り、北方の遼（契丹）などの圧迫を受けて混乱の中にあった。その中で五代最後の後周の2代皇帝である世宗は内外政に尽力し、中国の再統一を目指していた。その世宗の片腕として軍事面で活躍していたのが宋の太祖趙匡胤である。

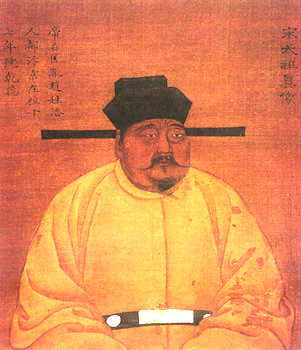
趙匡胤

世宗は遼から領土を奪い、十国最大の国南唐を屈服させるなど統一への道筋を付けたが顕徳6年（959年）に39歳で急死。あとを継いだのはわずか7歳の柴宗訓であった。このとき趙匡胤は殿前都点検（禁軍長官）の地位にあったが、翌顕徳7年（960年）に殿前軍の幹部たちは幼帝に不満を抱き趙匡胤が酔っている隙に黄袍を着せて強引に皇帝に擁立し、趙匡胤は柴宗訓から禅譲を受けて宋を建国した（陳橋の変）。（以後、趙匡胤を廟号の太祖で呼ぶ。以下の皇帝もすべて同じ）
このように有力軍人が皇帝に取って代わることは五代を通じて何度も行われてきたことであった。太祖はこのようなことが二度と行われないようにするために武断主義から文治主義への転換を目指した。自らが就いていた殿前都点検の地位を廃止して禁軍の指揮権は皇帝に帰するものとし、軍人には自らの部隊を指揮するだけの権限しか与えないこととした。また地方に強い権限を持っていた節度使（藩鎮）から徐々に権限を奪い、最終的に単なる名誉職にすることにした。
更に科挙制度の重要性を大きく高めた。科挙制度自体は隋の時代に始まったものであるが、武人優勢の五代では科挙合格者の地位は低かった。太祖はこれに対して重要な職には科挙を通過した者しか就けないようにし、殿試を実施することで科挙による官僚任命権を皇帝の物とした。
体制固めと平行して、太祖は乾徳元年（963年）より十国の征服に乗り出す。まず選ばれたのが十国の中の最弱国である湖北の荊南であり、更に湖南の楚を征服して東の南唐・西の後蜀の連携を絶った。翌乾徳2年（964年）からは後蜀を攻撃して翌年にこれを降し、開宝3年（970年）には南漢を開宝7年（974年）には南唐を降した。これにより中国の再統一まで北の北漢・南の呉越を残すのみとなったが太祖は開宝9年（976年）に唐突に崩御。
後を継いだのは弟の趙匡義（太宗）であるが、この継承には不明な点が多く、太宗が兄を殺したのではないかとも噂された（千載不決の議）。真相はともかく太宗は兄の事業を受け継ぎ、太平興国3年（978年）には呉越が自ら国を献じ、更に太平興国4年（979年）に北漢を滅ぼして中国の統一を果たした。
また太宗は兄が進めた文治政策を強力に推し進め、科挙による合格者をそれまでの10人前後から一気に200人超までに増やし制度の充実を図る。
五代末から宋初にかけて、世宗が敷いた路線を太祖が受け継ぎ太宗がそれを完成させたといえる。宮崎市定はこの三者を日本の織田信長・豊臣秀吉・徳川家康にそれぞれなぞらえている。

### 澶淵の盟
太宗は太平興国9年（984年）に崩御し、その子の趙恒が跡を継ぐ（真宗）。真宗代には更に科挙が拡充され、毎年開催されるようになり、一度に数百人がこれを通過した。太祖以来の政策の結果、皇帝独裁体制・文治主義がほぼ完成した。
しかし文治主義は軍事力の低下を招き、宋の軍隊は数は多くても実戦に際しては不安な部分が大きかった。景徳元年（1004年）、北方の遼が南下して宋に侵攻してきた。弱気な真宗は王欽若らの南遷して難を逃れるという案に乗りそうになったが、強硬派の寇準の親征すべしという案を採用して遼を迎え撃ったが戦線は膠着し、遼に対して毎年絹20万疋・銀10万両の財貨を送ることで和睦した（澶淵の盟）。また遼の侵攻と同時に西のタングート族は宋に反旗を翻していたが、こちらにも翌景徳2年（1005年）、財貨を送ることで和睦した。
澶淵の盟の際に遼に送った絹20万疋・銀10万両という財貨は遼にとっては莫大なもので、この財貨を元に遼は文化的繁栄を築いた。しかし宋にとってはこの額は大したものではなく、真宗は「300万かと思ったが30万で済んで良かった」と述べたという。この逸話が示すように唐代末期からの経済的発展は著しいものがあり、盟約により平和が訪れた後は発展は更に加速した。
一方、政界では国初以来優位を保ってきた寇準ら華北出身の北人士大夫に対して、王欽若ら華南出身の南人士大夫が徐々に勢力を伸ばしてきていた。大中祥符元年（1008年）、真宗は王欽若や丁謂らの薦めに乗って泰山において天を祀る封禅の儀、汾陰 において地を祀る儀、がそれぞれ執り行われた。
真宗は乾興元年（1022年）に崩御。子の趙禎（仁宗）が即位する。宋国内で塩の専売制が確立し、それまでタングートより輸入していた塩を禁止としたことに端を発し、宝元元年（1038年）にタングートの首長李元昊は大夏（西夏）を名乗って宋より独立、宋との交戦状態に入った。弱体の宋軍は何度か敗れるが、范仲淹などの少壮気鋭の官僚を防衛司令官に任命して西夏の攻撃に耐えた。中国との交易が途絶した西夏も苦しみ、慶暦4年（1044年）に絹13万匹・銀5万両・茶2万斤の財貨と引き換えに西夏が宋に臣礼を取ることで和約が成った（慶暦の和約）。
これにより平和が戻り、また朝廷には范仲淹・韓琦・欧陽脩などの名臣とされる人物が多数登場し、宋の国勢は頂点を迎えた。この頃になると科挙官僚が完全に政治の主導権を握るようになる。これら科挙に通過したことで権力を握った新しい支配層のことをそれまでの支配層であった貴族に対して士大夫と呼ぶ。
強い経済力を元に文化の華が開き、印刷術による書物の普及・水墨画の隆盛・新儒教の誕生など様々な文化的新機軸が生まれた。また経済の発展と共に一般民衆の経済力も向上し、首都開封では夜になっても活気は衰えず、街中では自由に市を開く事が出来、道端では講談や芸人が市民の耳目を楽しませていた。仁宗の慶暦年間の治世を称えて慶暦の治という。
しかし慶暦の治の時代は繁栄の裏で宋が抱える様々な問題点が噴出してきた時代でもあった。政治的には官僚の派閥争いが激しくなったこと（朋党の禍）、経済的には軍事費の増大、社会的には兼併（大地主）と一般農民との間の経済格差などである。
仁宗は40年の長き治世の末嘉祐8年（1063年）に崩御。甥の趙曙（英宗）が即位する。英宗の即位直後に濮議が巻き起こる。濮議とは英宗の実父である「濮」王趙允譲をどのような礼で祀るかということについての「議」論のことである。元老たる韓琦・欧陽脩らは「皇親」と呼んではどうかと主張したが、司馬光ら若手の官僚は「皇伯」と呼ぶべきであると主張し真っ向から対立した。この争いは長引き、英宗が妥協して事を収めた後も遺恨は残った。

### 新法・旧法の争い

王安石

結局、英宗は濮議の混乱に足を取られたまま治平4年（1067年）に4年の短い治世で崩御。子の趙頊（神宗）が即位する。20歳の青年皇帝神宗は英宗代に赤字に転落した財政の改善・遼・西夏に対する劣位の挽回などを志し、それを可能にするための国政改革を行うことのできる人材を求めていた。
白羽の矢が立ったのが王安石である。王安石は青苗法・募役法などの新法と呼ばれる政策を行い、中小農民の保護・生産の拡大・軍事力の強化などを図った。しかしこの新法はそれまでの兼併・大商人勢力の利益を大きく損ねるものであり、兼併を出身母体としていた士大夫層の強い反発を受けることになった。
新法を推進しようとするのは主に江南地方出身の士大夫でありこれを新法派、新法に反対するのは主に華北出身の士大夫でありこれを旧法派と呼ぶ。新法派の領袖の王安石に対して旧法派の代表としては司馬光・蘇軾らの名が挙がる。王安石は旧法派を左遷して新法を推進するが、相次ぐ反対に神宗も動揺し、新法派内での争いもあり、王安石は新法の完成を見ないまま隠棲した。
神宗は王安石がいなくなっても新法を続け、その成果により財政は健全化した。それを元に神宗は元豊の改革と呼ばれる官制改革を行い、西夏に対しての攻撃を行うも失敗に終わった。新法により表面上は上手くいっているかに見えたが、その裏で旧法派たちの不満は深く根を張っていた。
元豊8年（1085年）、神宗が崩御。子の趙煦（哲宗）が即位する。このとき哲宗はわずか十歳であり、英宗の皇后であった宣仁太后が垂簾聴政を行う。宣仁太后は中央を離れていた司馬光を宰相として新法の徹底的な排除を行わせた（元祐更化）。司馬光は宰相になって1年足らずで死去、王安石はその少し前に死去している。宣仁太后時代は旧法派の天下であったが、宣仁太后が元祐8年（1093年）に死去し、哲宗が親政を始めると再び新法が復活して新法派の天下となった。
この間、新法派・旧法派とも最早政策理念など関係無しに対立相手が憎いゆえの行動となってしまい、新法と旧法が度々入れ替わることで国政は混乱した。一連の政治的争いを新法・旧法の争いと呼ぶ。

### 滅亡
元符3年（1100年）に哲宗は崩御。弟の趙佶（徽宗）が即位する。即位直後は皇太后向氏が新法派・旧法派双方から人材を登用して両派の融和を試みた。しかし翌年に向氏が死去し、徽宗の親政が始まる。徽宗の信任を受けたのが新法派の蔡京である。徽宗・蔡京共に宋代を代表とする芸術家の一人であり、芸術的才能という共通項を持った徽宗は蔡京を深く信任し、徽宗朝を通じてほぼ権力を維持し続けた。
蔡京は旧法派を強く弾圧すると共に新法派で自らの政敵をも弾圧した。そして徽宗と自分の芸術のために巨大な庭石や庭木を遥か南方から運ばせて巨額の国費を使い（花石綱）、その穴埋めのために新法を悪用して汚職や増税を行うという有様であった。これに対する民衆反乱が頻発し、国軍はその対応に追われていた。その中でも最大の物が宣和2年（1120年）の方臘の乱である。また中国四大奇書の一つとして知られる水滸伝は、この時代背景を元とした創作である。
一方、北方では遼の盟下にあった女真族が英主阿骨打の元で伸張し、遼はその攻勢を受けていた。阿骨打は女真族をまとめて1115年に金を建てる。この伸張ぶりに着目した宋政府は金と手を結べば国初以来の遼に対する屈辱を晴らすことが出来ると考え、重和元年（1118年）金に対して使者を送り金と共に遼を挟撃することを約束した（海上の盟）。しかし同じ宣和2年に方臘の乱が勃発したことにより宋軍は出遅れてしまった。
翌宣和3年（1121年）に両軍は遼を攻撃、金軍は簡単に遼を撃破して遼帝天祚帝は逃亡した。しかし弱い宋軍は燕京に篭る耶律大石ら遼の残存勢力にすら敗北し、宋軍司令官の童貫は阿骨打に対して燕京を代わりに攻めてくれと要請した。阿骨打の軍は簡単に燕京を攻め落とし、燕京は宋に引き渡してその代わりに財物・民衆を全て持ち帰った。
五代以来の悲願である燕雲十六州の一部を取り返したことで宋は祝賀ムードとなる。さらに燕雲十六州全てを取り返したいと望む宋首脳部は遼の残党と手を結んで金への牽制を行うなど背信行為を行う。金では阿骨打が死去して弟の呉乞買（太宗）が跡を継いでいたが、この宋の背信行為に金の太宗は怒り、宣和7年（1125年）から宋へ侵攻。狼狽した童貫は軍を捨てて逃げ出し、同じく狼狽した徽宗は「己を罪する詔」を出して退位。子の趙桓（欽宗）が即位する。
金軍は開封を包囲。徽宗たちは逃亡し、欽宗は李綱などを採用して金の包囲に耐えた。金側も宋の義勇軍の力を警戒し、欽宗に莫大な財貨を差し出すことを約束させて一旦は引き上げた。このときに趙構（後の高宗）が人質となっている。
包囲が解かれた開封に徽宗が帰還する。金から突きつけられた条件は到底守れるようなものではなく、窮した宋は遼の残党と接触するがこれが再び金の怒りを買う。1126年の末に金は開封を再包囲してこれを落とし、徽宗・欽宗は北へと連れ去られ、二度と帰還することはできなかった。また、同じく4歳から28歳までの多くの宋室の皇女達が連行され、金の王族達の妾にされるか（入宮）、洗衣院と呼ばれる売春施設に送られて娼婦とさせられた。 これら一連の出来事を靖康の変と呼ぶ。
その後、たまたま救援要請の使者として靖康の変時に城外にいた趙構が南に逃れて皇帝に即位し宋を復興する。これを南宋と呼ぶ。

## 政治
唐が各地に軍閥とも言える節度使の割拠を許し、続く五代十国時代の騒乱に至ったことに鑑み、世宗・太祖・太宗は、地方に強い力を持つ節度使の勢力を殺いで中央を強化する「強幹枝弱」政策を取り、そして科挙を大幅に拡充し、文臣官僚制が完成の域に達した。春秋戦国時代・魏晋南北朝時代・五代十国時代といった群雄割拠の状況は、これ以降の中華王朝では、近代にいたるまで見られなくなる。
宋代の支配体制は唐代の貴族層が五代十国の騒乱で没落した後に、士大夫と呼ばれる新しい層が中心となる。学問を積み、科挙に合格して官僚となる事で、貴族のように血縁により尊崇されるのではなく、科挙の合格者を出して顕官に登る事で周囲の尊敬を集め、地方の顔役的存在となり、財産を築く。反対に言えばどんなに財産を積んでいようと出世する人間がその一族から出なければ、尊敬は受けられず、財産もいずれは消滅してしまう事になる。
この士大夫の権勢の源は国家の官僚であるということから来ており、貴族とは違って皇帝を離れて権勢を維持することは出来ない。更に太祖はひとつの役職に対してそれに対抗する役職を新設するなど出来る限り一つの役職に権限が集中しないようにし、簒奪劇が二度と起こらないように留意した。皇帝がこれらの士大夫出身の官僚を手足として使い国政に当たる体制は、「皇帝専制」・「君主独裁」とも称される。ただ、その一方で、真宗の没後に年少若しくは病弱な皇帝が相次ぎ、宋皇室とは血縁関係のない、皇太后及び太皇太后が皇帝の職務を代行し、政治を安定させたことは注目に値する。

### 官制

#### 元豊以前
宋初からの元豊の改革までの官制は唐末から五代にかけて形成されていたいわゆる使職体制を受け継いでいる。唐の律令体制では極めて細密かつ完成された官制が整備されていたが、唐の玄宗期以降の急激な社会の変化に対して対応できず、実態との乖離が進んでいた。そこで実態に即するために律令にて定められていない官（令外官）の使職が置かれ、律令の官は形骸のみを残し、実権は使職に移った。
唐滅亡後の五代でも新たな官が色々と付け加えられ、宋が成立した後も太祖・太宗は成立まもない国家が混乱することを恐れ、節度使の権限を削るなど不可欠な所を修正はしたが根本的・体系的な官制作りには手を出さなかった。それに加えて寄禄官や職（館職）といった実際の職掌を示さない職の号があるために宋初の官制は歴代でも最も解りにくいといわれる。
- 中書門下
  - 民政を司る。長官は同中書門下平章事（略して同平章事。2ないし3名）。同中書門下平章事を助ける参知政事（2名）。主に高級官僚の人事を行う。
- 枢密院
  - 軍政を司る。長官は枢密使・副長官は副枢密使（又は知枢密院事・同知枢密院事）であり、その下に僉書枢密院事・同僉書枢密院事などの役職がある。

このうち、同中書門下平章事は宰相、参知政事・枢密使・副枢密使（知枢密院事・同知枢密院事）は執政と呼ばれ、合わせて宰執と呼ばれる。数人の宰執が皇帝を前にして合議制で政策を決定する。つまり宰相といえども議論の場の中の一人に過ぎず、権臣に皇帝の座を脅かされることを嫌った太祖の措置の一つである。
これ以外で重要な部署には以下のようなものがある。
- 三司
  - 財政を司る。唐制の戸部、唐代に設置された使職の塩鉄部・度支部が合体して出来たものである。長官は三司使・各部ごとに三司副使が一人・判官三人が付く。
- 翰林学士
  - 皇帝の命令を詔勅として文章化する役職。宋になって詔勅の数が増えたことから重要でないものを取り扱う知制誥が新設された。翰林学士は宰執へのエリートコースとされた。
- 御史台
  - 監察を司る。唐制から引き継いだものの中で実際の職掌を維持している稀有な部署。長官は御史中丞。
- 大理寺・審刑院
  - 刑罰を司る。詳しくは#司法の節を参照。

唐の三省・六部・九寺・五監の役職は全てその名を残している。しかしこれらには実際の職掌は無く、単に官位・俸禄を示すものである。これを寄禄官（官・本官などとも）と言い、これに対して実際の職掌は差遣という。またこれとは別に職（館職）がある。館職は文章・学問に秀でた者に対して、試験を行って任命される差遣の一種で、これを帯びた者は昇進の速度が格段に早くなった。

#### 元豊の改革
新法による改革を経て財政の充実を見た神宗親政期の元豊年間に官制の大幅な改革が行われた。
主な変更点を挙げると
- 三司の整理。経済に関するほとんど全てを司る三司は非常に巨大かつ複雑な機構と化していたが、王安石は制置三司条例司という部署を作って三司の改革に乗り出し、に三司の権限を司農寺・軍器監・将作監などの他部署に吸収させ、三司は単に経済関連の文書業務を担当するものとした。元豊時にはこの残った三司を戸部に吸収させる。
- 名目的には中書・門下・尚書の三省を建て、それぞれの長官はそれぞれ中書令・門下侍中・尚書令であるが、これらの役職には誰も任命されず、尚書左僕射に門下侍郎（門下省副長官）を兼任させて尚書左僕射兼門下侍郎、尚書右僕射に中書侍郎（中書省副長官）を兼任させて尚書右僕射兼中書侍郎とそれぞれ称して宰相とした。また参知政事の代わりに尚書左丞・尚書右丞を設けて補佐とした。
- 唐制六部を形骸から実際の権限を持つものに復活させる。中書門下や枢密院の持つ人事権は吏部に、審刑院などの持つ裁判権は刑部にそれぞれ吸収させた。
- それまで同じ階梯でも複数あった寄禄官を一本化し、一つの階梯に一つの寄禄官が対応するようにした。

#### 地方

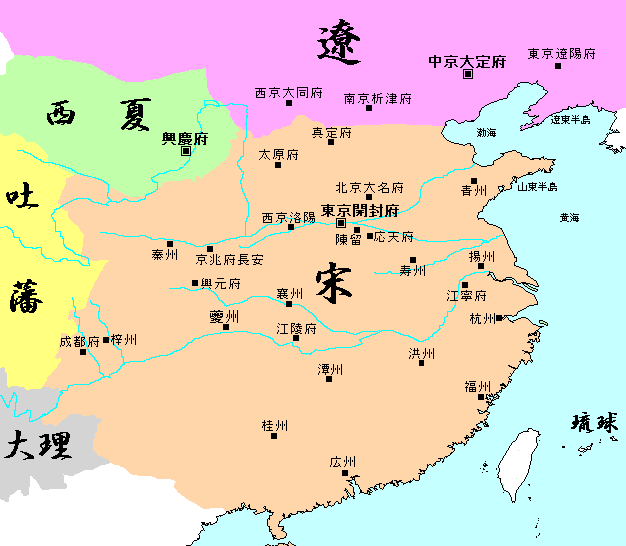
11世紀の北宋

地方官制における最大の行政区分は州、その下に県がある。また特別な州として府（開封府など特に重要な州）・軍（軍事上の要衝）・監（塩の生産地・鉱山・工場など多数の労働者が集まり、中央に直属する場所）がある。商業の要衝に作った集落を鎮という。
太祖は地方に軍事力を持って割拠していた節度使・観察使および刺史職を全て寄禄官とし、州の権限を知州に移し、また知州の独走を防ぐために通判を付けた。当初は知州の決定は通判が同意しないと効力を発揮しないという定めになっていた。しかし時代が下るごとにその地位を低下させ、州の次官となった。
知州の下には幕職官と曹官と呼ばれる官がある。節度使が地方に割拠していた頃、節度使はその領内の最重要な州の刺史を兼任した。刺史としての官衙を州院といい曹官が属した。後に州刺史も節度使に倣い、その下に幕職官・曹官を抱えるようになる。これが宋に入って知州が州の長官になるとそれまでは刺史によって任命されていた幕職官・曹官は中央によって任命されるようになり、その間の区分もほとんど消滅した。幕職官としては判官・推官（両者とも裁判を扱う）など、曹官は録事参軍（庶務取り扱い）・戸曹参軍（徴税・倉庫の管理など）といったものがある。後の徽宗時代に幕職官が廃されて曹官のみになるが、そのすぐ後に金によって南走したため旧に復された。
県の長は知県ないし県令である。京朝官が県の長になる場合は知県といい、選人が県の長になる場合は県令という。概ね知県は重要な州に、県令は小さな州に配される。知県ないし県令の下には県丞（次官）・主簿（事務官）・県尉（警察）などがあり、これらも選人が任命される（京朝官・選人に付いては#科挙で後述）。
また州の監督機関として路があり、そこに置かれる役職は以下のようなものがある。これらの職の上に立つ路の長官は存在しない。また路の区分は役職ごとに異なっており、例えば陝西は転運使では二路に安撫使では六路に分けられる。路の役割はあくまで監督であり、州は路に属するわけではなく中央直属の機関である。しかし時代が下るごとに路の重要性は増して次第に実際の行政機関に近くなり、後代の省の元となった。
- 転運使
  - 路の運送を司り、路内の経済・民政に付いても監督する。
- 経略安撫使
  - 路の軍事を司り、路のうちのもっとも重要な州の知州が兼任する。
- 提点刑獄
  - 路の刑罰を司る。
- 提挙常平
  - 王安石により作られたもので、新法実施のための諸事を行う。

#### 科挙

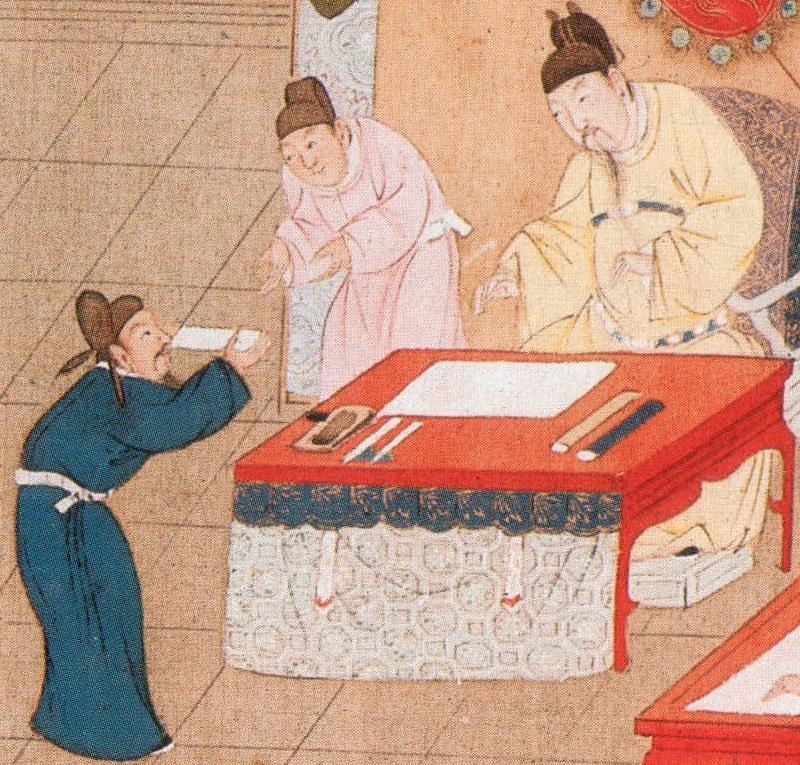
殿試の様子。

隋の文帝により始められた科挙制度だが、科挙が真の意味で効力を発揮しだしたのは宋代だと言われる。唐では科挙を通過した者の地位は概して貴族層が恩蔭（高官の子が恩典として与えられる任官資格）によって得られる地位よりも低く、また科挙に合格していざ任官しようとしても官僚の任官・昇進を司る尚書吏部は貴族層の支配する部署であり、科挙合格者は昇進でも不利になることが多かった。しかし宋代になって既存の貴族層が没落（もしくは五代十国時代に消滅）していたため、そのような事は無くなった。
宋代における科挙の主な変更点としては、まず殿試を行い始めた事である。それまでは地方での第一次試験である解試、中央での第二次試験である会試の二種類があり、更にその上に皇帝の目の前で行われる殿試を作ったのである。当初は殿試により落第する者もあったが、後には落第する者は基本的に無くなる。また唐までは主に詩賦が重視されてこれが進士科とされていたが、王安石により進士科は経書の解釈とそれの現実政治への実践の論策を問うようになり、それ以外の科は全て廃止された。これ以降は進士が科挙通過の別名となった。
科挙制度に置いては毎年の試験官がその年の合格者と師弟関係を結び、それが官界における人脈の基礎となる。落第者のいない殿試が存在する意味もここにあり、皇帝との間で師弟関係を結ぶ事で皇帝に直属する官僚と言う意識を生み出すのである。宋代は歴代でも非常に科挙の盛んな時代であり、ほぼ3年に1回行われ、一回に付き300-400人が合格した。
科挙に通過した後、寄禄官が与えられていない状態を選人という。選人は見習い期間中の職として地方官の仕事が与えられる。地方で経験を積んだ後、中央に戻って中央の差遣と寄禄官を与えられる。この状態を京官といい唐九品制でいう所の従九品から従八品までがこの階梯になる。正八品から従七品までを朝官といい、一緒にして京朝官という。更に正七品を員郎、従六品を郎中という。
科挙合格以外にも官僚となる道が無かったわけではない。一つは恩蔭制度、また科挙に何度が落第した者に対しては任官の権利が与えられる、また大金を出して任官の権利を買うことも出来る、また地方にて長年勤めた胥吏は官僚としての地位が与えられる。しかしいずれも進士と比べれば遥かに低い地位しか与えられず、国政に関わるような高位に上れるのは進士だけであった。
出自にかかわらず試験によって選抜する科挙制度は極めて開明的な制度であったが、試験偏重の弊害が宋代に既に現れていた。これに不満を持った范仲淹や王安石は教育によって官僚育成を行うことを提案し、王安石によって実行された。元々、開封には国子監と太学という二つの国立学校があったが、これらに所属するものには科挙の応募に有利であったので、科挙が行われる直前になると入学者が殺到し、科挙が終わると皆退学するという状態で、教育機関としてはまったく機能していなかった。王安石は学生を外舎・中舎・上舎に分け、春秋年二回の試験の優秀者は順次上に登らせ、上舎の合格者を任官させる方式を始めた。これを三舎法という。後の徽宗期に大幅に拡充され、地方の府州県に於ける学校にもこれが適用されたが、この時期には単なる人気取り政策に堕しており、後に科挙に復された。
また、科挙によって立身した官僚たちは己の存在感を示すために様々な政治的な意見や提案を行った。それによって様々な政策が打ち出されていった反面、政争の頻発と宰相などの政権担当者の度重なる交替につながった。北宋成立時に生じた幕僚出身の趙普と科挙出身の盧多遜の対立、真宗時代の北人（五代王朝出身者）と南人（旧南唐などの華南出身者）の対立、仁宗時代の郭皇后廃后問題を巡って生じた慶暦の党議、英宗の実父趙允譲の待遇を巡って生じた濮議、そして神宗時代から北宋滅亡まで続いた新法党と旧法党の対立と断続的に繰り返され、その傾向は南宋時代の対金政策や朱子学を巡る論争にも影響を及ぼした。南宋におけるいわゆる「独裁宰相」の誕生にはこうした風潮を独裁的な権力の行使で解消しようとした側面があった。

#### 胥吏
北宋は科挙官僚の主導権が確立されたと共に、胥吏の存在もまた確立された時代であった。現代日本語では「官吏」と一くくりにされる言葉であるが、宋以後の中国では官とは科挙を通過した官僚を指し、吏および胥吏とはその官僚の下にあって諸事に当たる実務者集団を指す。
胥吏は元々は官僚が仕事を行う際に、その下で動く者たちを民間から募集した徭役の一種として始まったものである。このうち法律・徴税など専門性の高い者はその技術を徒弟制度によって受け継がせ、その役職を占有するようになっていった。南宋代の記録であるが福州（福建省）では官が15人ほどに対して胥吏の数は466人とあり、胥吏無くして行政は機能しない状態であった。
この胥吏は徭役が元であるから基本的に無給であり、収入は手数料と称した官僚からの詐取・民衆からの搾取によっていた。搾取はかなり悪辣なものでありたびたび問題にされていたが、こと実務に関しては親子代々行っている胥吏に対して3年程度で別部署へ移る官では胥吏に頼らなければ職務を実行することは出来ず、完全に胥吏のいいなりであった。また胥吏は自らの地位を守るために官に対して収益の一部を渡しており、「三年清知府、十万雪花銀」（3年知府をやれば、10万銀貯まる）と言われるような状態であった。
この状態に王安石は「胥吏に給料を支給する代わりに収奪を止めさせる」倉法という法を実行し、官と吏との合一を図ろうとした。しかしこれは士大夫の自尊心を傷つける結果となり、大きな反対を受けて頓挫した。以後、清の終わりに至るまでこの胥吏体制は続いていくことになる。

### 司法
宋代は司法制度が非常に発達した時代である。唐において刑法に当たるものは律であるが、宋以後の大きな社会変化の中で硬直した律を使い続けることは弊害が大きかった。そこで律が不適当と思われる場合には勅が出されて判決が変更され、その勅に従って以後も進められていく。また過去行われた裁判の判例を後の裁判にも適用するようになった。これを断例という。徽宗の崇寧4年（1105年）にはこの断例を纏めた物を出版している。
宋代の刑罰は死・配流（流罪、3000里・2500里・2000里）・配役（強制労働、3年・2年・1年）・脊杖（背中を杖で打つ、20から13まで）・臀杖（尻を杖で打つ、20から7まで）の5種類である。五代の殺伐とした世の中で刑法も極めて厳しいものになっており、後漢の時には「1銭を盗めば死刑」となっていた。宋に入って刑を軽くしていったがそれでも死刑にされる人数が膨大になり、太祖はこれを救済するために死刑囚に対して自ら再審し、死刑が適さないとした者にたいしては配流に処した。また死刑以下の刑罰も軽くして新たに折杖法という刑法を作った。但し軽くなったといっても唐律に比べればまだかなり重く、范祖禹は「律に比べて勅の刑罰は三倍」と述べている。
宋代の司法の著しい特徴は警察・検察・裁判の三者がこの時代に既に分立していたことである。まず県に属する県尉と路・州に属する巡検とが犯罪者の逮捕に当たる。これを巡捕という。捕らえられた者は獄（留置所）に降され、ここで獄吏による取調べが行われる。これを推鞫という。取調べが終わり、犯罪事実が明らかになるとこれに対してどのような刑罰を行うべきかが審議される。これを検断という。この過程を行うのは全て独立した部署であり、これらの役職を兼ねることは厳に禁じられた。
巡捕・推鞫・検断が終わると知県が判決を下すが、知県に許された権限は臀杖20までで、それ以上の刑罰を科す場合には上の州へと送る。州では再び獄による取調べが行われる。州に於いては録事参軍・司理参軍がそれぞれ獄を持っており、その結果によって判官・推官によって判決の原案が作られ、最後は知州によって判決が下される。後に裁判に誤りがあったと分かれば判官・推官・録事参軍・司理参軍は全て連帯責任を負う。知州の権限は配流までであり、死刑の場合は中央へと送る。
州にて死刑が妥当とされた者のうち、死刑執行をためらう理由が無いと考えられる用件に付いては提点刑獄によって再検討するだけで良い。それ以外の者は中央へと送られる。中央にてまず大理寺がこれを受け取り、書類の上で審査する（詳断）。大理寺を通過すると次は審刑院に送られ、今度は直接本人に尋問するなどして再び審議される。意見がそれぞれ皇帝へと上奏され、皇帝による判決が下される。
これらの判決に対して不服がある場合には上告する権利がある（翻異）。
これら司法制度の整備により裁判は非常に多く行われるようになった。そのためこの時代には包拯に代表されるような「名裁判官」が登場し、その活躍は街中の芸人によって語られ人気を博した。一方で訴訟ゴロの登場や訴訟の激化（健訟）を招いたが、それだけ法と裁判が身近なものになったという証拠であろう。

### 兵制
宋の兵制は傭兵制であり、兵士は全て衣食住を政府から支給される職業軍人であった。宋軍は大きく禁軍と廂軍に分かれる。禁軍は中央軍、廂軍は地方軍である。
唐末から五代にかけて藩鎮の持つ地方の軍事力は強大なものであった。これら藩鎮の兵士たちは中央で事が起こった際に節度使を押し立てて皇帝とし、兵士がそのまま禁軍となった（侍衛親軍）。この侍衛親軍は皇帝を擁立した功績から多くが驕慢になり、恩賞を約束されねば戦わない軍隊となり、軍内の老兵を整理することを許さなかった。このような状態を驕兵と呼ぶ。これに対して後周世宗は新たな禁軍である殿前軍を設置し、これを強化することで軍事力の強化と皇帝権の確立を狙った。この殿前軍の長官である都点検であったのが太祖である。
太祖が即位すると節度使から兵権を剥奪し、残った兵士のうち強兵を引き抜いて禁軍に組み入れ、残った弱兵たちは廂軍として地方に残した。廂軍は実戦兵力としてはまず使われず、兵糧の運搬や土木工事などに使われ、満六十歳で退役し、退役後は俸給は半分に減らされた。一つには他の仕事に就けない者を収容する福祉政策の意味合いと、無頼の徒を軍隊に収容することで治安維持的な意味合いがあった。
唐代では藩鎮の将帥と兵士たちの間に私的な繋がりが生じ、それが割拠の一つの原因となっていた。これに対して宋では軍の駐屯地と軍の司令官を数年毎に替える更戍制を行い、司令官と兵士と地方の間に心的結合の出来ないようにした。また一般に兵士には逃亡防止のために顔面に刺青が施されていたが、本来刺青は罪人に施されるものであり、宋では「良鉄は釘にならず、良人は兵にならず」というように兵士の社会身分は著しく低いものとなった。これらの政策により中央に反抗する地方軍は存在しなくなったが、一方で軍の弱体化を招くことになり、遼・西夏との関係は常に守勢に回らざるを得なかった。
また禁軍・廂軍の他に現地の民衆により編成された自警団的な郷兵、辺境の異民族を軍隊に組み入れた蕃兵がある。郷兵は自らの郷里を守るということから士気が高く、蕃兵は精強であり、かつ両者とも維持費が安いことから重宝された。

### 税制
宋代を通じて唐・五代十国から引き継いで両税法が行なわれた。全国の戸を土地を持ち、税を納める戸である主戸、土地を持たぬ客戸に分類し（主戸客戸制）、主戸は五等戸制の下に、五等のランクに分類され、夏と秋に穀物を徴収された。しかし、現実に人々の重課になったのは、強制労働（実際にはしばしば銭による代納）である、職役（役）である。主戸のうち財力に富む一等戸・二等戸は職役を負担したが、この負担はたいへん重いもので、しばしば家計を圧迫・破綻させる要因となった。

## 経済
宋 (王朝)#経済・金融を参照。

## 社会
宋 (王朝)#社会を参照。

## 文化
宋 (王朝)#文化を参照。

## 国際関係
契丹族によって建てられた遼であるが、国号は遼と契丹とで何度か入れ替わっている。ここでは民族名として「契丹」、国号として「遼」に固定する。なお金との関係に付いては南宋で詳述する。

### 概説
中唐から晩唐にかけての唐帝国の衰退・滅亡、五代の騒乱という中国の混乱は東アジア世界全体にも大きな影響を及ぼし、勢力図が激変することになる。北方ではモンゴルからトルキスタンまでに広く勢力を張っていたウイグル可汗国が840年にキルギスによって滅亡。その間隙を縫って勢力を伸ばしてきたのが契丹である。西方では877年に吐蕃が崩壊。青海地方ではタングートが勢力を伸ばす。南西では902年に南詔が滅亡。代わって大理国が興る。南では長く中国の支配下にあったベトナムが独立し、呉朝が興る。東では新羅の支配力が衰え、938年に高麗によって統一される。また渤海も国力を低下させ、926年に契丹により滅ぼされ、東丹国が作られる。日本でも935年に承平天慶の乱が起こり、武士の時代に入った。これらは当時の世界の中心であった唐帝国の冊封体制の崩壊が影響を及ぼしたと考えられる.
その後、宋が中国を再統一するが、新たに作られた国際秩序は唐を頂点とする冊封体制に対し、宋と遼が二つの頂点となった。
宋の立場で言えば、最も重要な相手は遼（契丹）で、北宋建国時から対立状態にあったが、澶淵の盟が結ばれて以降は概ね平穏に推移し、これが遼滅亡の直前まで続く。遼に次いで重要なのが西夏であり、前身のタングート時代より宋に対して侵攻を繰り返しており、遼とは逆に北宋滅亡まで安定的な関係を築くには至らなかった。このように北宋は建国より滅亡まで常に戦争状態にあり、その財政はそのほとんどを軍事費が常に占める戦時経済であった。王安石の改革が必要になった主たる原因はこれである。

#### 交易
経済の項で述べたように宋は極めて強い経済力を誇っており、周辺諸国にとって宋との交易は莫大な利益を約束されており、周辺諸国の財政を支える存在となった。であるので契丹や西夏に対しては交易権はアメとムチのアメに当たる物であり、交易をどれだけ認めるかは宋の重要な外交カードとなった。
陸路にて交易が行われる場所を榷場といい、ここ以外で交易を行うことは厳に禁止された。海路にて交易を行う場合には市舶司が窓口となり、ここを通さない交易は同じく禁じられた。榷場の置かれた場所としては遼に対して雄州・覇州 など4箇所・西夏に対して鎮戎軍・保安軍 の2箇所。市舶司が置かれた場所としては広州・泉州など数箇所に置かれた。
宋が各国から受け取る物としては馬・塩・金・木材などがある。特に馬は前述の通り宋は常に戦時体制であり、国内では良馬が産出しないために重要視された。宋から各国へと輸出されるものとしては宋銭・茶・陶磁器・絹・穀物などである。
貨幣の項で述べたように宋国内では銭が不足しており、それに伴って宋銭の国外輸出は禁じられた。しかし密貿易によって大量に輸出が続けられており、各国内でも通貨として宋銭が流通することになった。この結果、東アジア全体が宋銭によるひとつの経済圏を作り出すに至った。
喫茶の風習は宋から周辺諸国へと広く伝わり、特に野菜が不足しがちな契丹・西夏では茶は貴重なビタミン源として生活に欠かせないものとなっていた。

### 各国との関係

#### 遼
契丹族は4世紀ごろより遼河上流域に居住していたが、唐の衰退を契機として自立性を高め、916年に耶律阿保機の元で自らの国を建てた。その後、東丹国・烏古などを滅ぼして勢力を拡大し、北アジアの一大勢力となった。
さらに南への進出を目指して五代王朝と争い、二代目耶律堯骨の936年には、石敬瑭の要請を受けて出兵。後唐を滅ぼして後晋を誕生させ、これを衛星国とし、燕雲十六州の割譲を受けた。石敬瑭の死後、後晋が遼に対して反抗的な態度を見せたために946年に再び出兵してこれを滅ぼすが、漢人の抵抗が激しかったために兵を引き上げ、その後に劉知遠が入って後漢を建てた。
951年に後漢は郭威によって滅ぼされて後周が建てられ、後漢の皇族の劉崇が北に逃れて北漢を建てる。遼はこれを支援して幾度か後周を攻めるが成果を得られず、逆に後周に燕雲十六州の一部を奪われる。この頃より遼内部での抗争が激しくなり皇帝の暗殺・擁立が繰り返され、また渤海の遺民たちが定安を興し、高麗も遼に対して反抗的になるなどして、南へと干渉できる状況ではなくなった。
その隙を突いて後周およびその後を継いだ宋による統一戦が進められ、979年に宋の太宗が北漢が滅ぼしたことで中国の統一がなった。宋の太宗は北漢を滅ぼした余勢を駆って遼へと侵攻してきたがこちらは撃退し、宋太宗が単騎で逃げ出すほどの惨敗となった。その後、西北でタングートが勃興し、宋はこちらの対応に追われるようになる。
982年、遼で聖宗が即位する。聖宗は995年に定安国を滅ぼし、更に高麗を服属させて東を安定させた。また990年には宋と交戦していたタングートの李継遷が遼の支援を求めてきたのでこれを夏国王に封じ、宋に対する圧力を強めた。
999年、聖宗は宋を討つ詔を出し、その後の数年間は小規模な戦いが行われたが、1004年に20万人の軍をもって本格的な攻撃を仕掛けた。宋朝廷では王欽若により金陵（南京市）遷都が唱えられたが、真宗は寇準の出した親征案を採用し、澶州 にて遼軍と対峙した。両軍はこう着状態となり、双方から使者が出され、和議が結ばれた（澶淵の盟）。
この盟約では
1. 国境は現状維持。
2. 宋は兄、遼は弟の礼とする。
3. 宋から遼に対して毎年銀10万両と絹20万匹を歳幣（幣は対等の贈り物の意）として送る。

などが定められた。この盟約は後の1042年に銀絹それぞれ10万ずつの増額されたが、それ以外は基本的に堅持され、宋と遼の間は小競り合いは常にあったものの概ね安定した状況を迎えた。
この状態が数十年続いたが、1115年に満州で女真族が阿骨打の元で勃興して金を建て、遼を激しく攻撃するようになった。これを見た宋の徽宗朝は燕雲十六州の奪還をもくろんで金と同盟を結んだ（海上の盟）。
この盟約により宋と金が遼を挟撃し、1125年に金軍により遼は滅びた。

#### 西夏
タングート族は唐代より甘粛方面に居住しており、その勢力の中心となったのがオルドス地方南部の夏州に勢力を張る平夏部であった。その首長である拓跋思恭は唐を援助した功績で国姓の李を授かっていた。宋政府は平夏の懐柔に努めて西平王の地位を与え、概ね友好関係にあり、北漢討伐の際には平夏よりも兵が出ていた。
平夏部の支配地は農業生産に乏しいが、その代わりに塩を産出するのでこれを輸出してそれと引き換えに食料・茶・絹などを手に入れていた。これは青白塩と呼ばれており、質が高く値も安いことから買い手には喜ばれた。しかし宋国内で塩の専売制が確立すると宋政府は青白塩を禁止し、自らの官塩を強制的に民衆に買わせるようになった。タングート側は青白塩を認めるように何度も宋政府へ要求するが、これを認められず次第に反抗的になってくる。
北漢滅亡後の980年に李継捧が地位を継ぐが、この継承には部内よりの反対が多く、その地位は不安定であった。これに不安を感じた李継捧は自らの支配地を宋に献納し、開封にて暮らしたいと申し出てきた。太宗はこれを大いに喜び、李継捧に対して莫大な財貨を与えて歓待した。しかし一族内の李継遷がこれに反対し、部内を纏め上げて宋に対して反抗の烽火を上げた。李継遷は遼に援助を求めて夏国王の地位を貰い、オルドスを席巻し、1002年に霊州を陥落させて西平府 と改名して、ここに遷都した。
1003年に李継遷が戦死して李徳明が跡を継ぐ。翌年には宋と遼とが澶淵の盟により和睦し、単独では宋に当たり難いので1005年に和議を結び、宋より西平王の地位を授けられ、毎年銀1万・絹1万・銅銭2万の歳賜を受けることになった。李徳明は遼からも同じ西平王の地位を授かっており、両属の形をとっていた。宋と和平した李徳明は西のウイグルを攻める。
1031年に李徳明が死去してその子の李元昊が跡を継ぐ。李元昊はかつて父の李徳明より「我らが錦や絹を着ることが出来るのは宋の恩である」と宋に背かないように諭されたときに「毛皮を着て牧畜に従事するのが我らの便とするところです。英雄の生は王覇の業にあります。錦や絹がどうしたというのですか」と豪語したという大器雄略の人物である。その言葉通り、ウイグルを攻撃して河西地域 を全て支配下に入れ、1038年に李元昊は皇帝を名乗り、国号を大夏とし、宋からの独立を宣言した。これ以後は西夏とする。
宋は李元昊の官爵を全て剥奪し、西夏との交易を全て禁止して、交戦状態に入った。国初以来の文治政策により宋の軍隊は弱体化しており、宋軍は西夏軍に何度と無く敗れる。しかし宋との交易が途絶した西夏も経済的に苦しむようになり、両国ともに和平を望むようになり、以下のような条件で1044年に和議が結ばれた（慶暦の和議）。
1. 西夏は皇帝号を止めて宋に臣として仕える。
2. 宋から西夏に絹13万・銀5万・茶2万の歳賜が送られる。その他に夏国主の誕生日などに下賜され、合計で絹15万3000・銀7万2000・茶3万となる。

しかし西夏側の最大の要求である塩の販売に関しては宋は要請をはねつけており、和議なったとはいえ西夏方面はその後も不安定であった。この後五回に渡って対立と和議が繰り返されることになる。王安石時代の1072年には吐蕃を討ち、ここに新たに熙河路を置いて西夏への牽制(けんせい)とした。しかし旧法党が政権を握るとこれは放棄され、新法党が盛り返すと再び設置されといった具体に新法・旧法の争いは外交にも影響を及ぼした。
宋夏関係は不安定なままに推移し、結局宋が南へと逃れたことで関係が途絶し、西夏は金に服属するようになった。

#### 高麗
朝鮮半島は892年に弓裔により後高句麗が興されて後三国時代に入るが、弓裔の配下にいた王建（太祖）が高麗を建て、936年に全土を統一する。統一後すぐに太祖は五代王朝に対して朝貢し、宋が建つと正朔を奉じて冊封国となった。
太祖の統一戦と平行して遼が渤海を滅ぼしており、契丹が宋と争うようになると後背を気にした遼は993年より高麗へと侵攻し、994年に高麗は鴨緑江以南の領土と引き換えに契丹の正朔を報じ、宋との関係は絶たれることになる。その後しばらくは宋と高麗の関係は絶えたままであったが、神宗の1068年に宋からの非公式の使節が送られ、これに答えて高麗は宋に朝貢をするようになった。こうして高麗は宋、遼と二重の外交関係を結び、両国の対立を利用して 仲介貿易を行い、利益を獲得した。
宋と高麗との間で頻繁に使者が往復し、宋から『文苑英華』・『太平御覧』、高麗からは『宣和奉使高麗図経』が互いに送られた。また交易のための船も行き来し、北宋が金によって滅ぼされるまで関係は友好的に進んだ。

#### 日本
日宋貿易も参照
907年の遣唐使廃止以降日本は対外的に消極的になり、一般人の対外渡航を禁止する半鎖国状態となっていた。この後、基本的に宋と日本とは正式な国交は開かれないままであった。新法で財政が充実した神宗が外交でも積極策に出たことは上述したが、日本に対しても朝貢を促す使者が送られた。日本側ではどう扱うかで逡巡していたが、最後には受け入れて宋に対して返答の使者を送っている。しかし以後に続くことはなく両国の関係が本格的になるのは南宋になり平清盛が日宋貿易を大幅に拡大する時以後になる。
民間の交易では宋側が積極的であり、宋が成立した後の978年に初めて宋船が日本を訪れた。主に寄港地としては主に博多であったが、中には敦賀にやってくる船もあった。日本に来た外国船は大宰府の鴻臚館に収容し、衣食を供給する定めとなっていた。しかし宋船の来航回数が多いと費用がかさむので年紀を定めて来航するようにさせた。宋船ではこれを守らずに来航するものも多かったが、この場合はそのまま追い返してしまったようである。また広大な荘園を持つ貴族たちは「不入」の権を持つ荘園内で密貿易を行い、大宰府もこれに手を出すことが出来なかった。
宋から日本に持ち込まれる物品としては香料・茶・陶磁器・絹織物・書籍・薬品などである。これらの決済に使われたのが主に奥州産の砂金であり、日本から宋へはこれが最も重要な輸出品であった。他には硫黄・水銀などがあり、そして工芸品が重要な輸出品であり、中でも扇が宋の士大夫たちに大変好まれたという。
この間、日本の商人たちは受動的な商売に限定されるをえず、中には密航して宋へと渡ろうとしたものもあったが、発覚した者は徒罪や官職剥奪となった。しかし11世紀後半（宋の神宗・日本白河天皇）になると商人たちは大宰府の目をかいくぐり、自ら船を出して宋を目指すようになった。ただしこの時代の日本の造船・航海技術は低く、東シナ海を横断することは危険が大きく、始めは島伝いに高麗へ行き、そこで経験を積んだ後に宋へ赴くようになった。日本船が初めて宋の記録に現れるのは北宋滅亡後の1145年である。
日本の一般人の海外渡航は禁じられていたが、仏僧だけは例外であった。北宋期に宋へと渡った僧は奝然・成尋などがおり、奝然は太宗に召されて雨乞いの儀式を行い、また日本の天皇家が万世一系であると伝え、太宗がそれを羨んだという話が残っている。

## 表

### 皇帝と元号

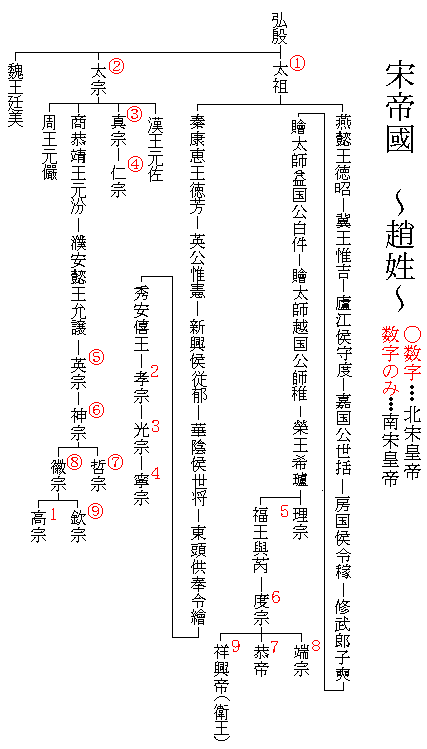
宋帝国系図

1. 太祖（960年-976年）
  - 建隆　960年-963年
  - 乾徳　963年-968年
  - 開宝　968年-976年
2. 太宗（976年-997年）
  - 太平興国　976年-984年
  - 雍熙　984年-987年
  - 端拱　988年-989年
  - 淳化　990年-994年
  - 至道　995年-997年
3. 真宗（997年-1022年）
  - 咸平　998年-1003年
  - 景徳　1004年-1007年
  - 大中祥符　1008年-1016年
  - 天禧　1017年-1021年
  - 乾興　1022年
4. 仁宗（1022年-1063年）
  - 天聖　1023年-1032年
  - 明道　1032年-1033年
  - 景祐　1034年-1038年
  - 宝元　1038年-1040年
  - 康定　1040年-1041年
  - 慶暦　1041年-1048年
  - 皇祐　1049年-1054年
  - 至和　1054年-1056年
  - 嘉祐　1056年-1063年
5. 英宗（1063年-1067年）
  - 治平　1064年-1067年
6. 神宗（1067年-1085年）
  - 熙寧　1068年-1077年
  - 元豊　1078年-1085年
7. 哲宗（1085年-1100年）
  - 元祐　1086年-1094年
  - 紹聖　1094年-1098年
  - 元符　1098年-1100年
8. 徽宗（1100年-1125年）
  - 建中靖国　1101年
  - 崇寧　1102年-1106年
  - 大観　1107年-1110年
  - 政和　1111年-1118年
  - 重和　1118年-1119年
  - 宣和　1119年-1125年
9. 欽宗（1125年-1127年）
  - 靖康　1126年-1127年

### 年表
| 年     | 皇帝        | 元号     | 元号 | 国内 | 国外 |
| ------ | ----------- | -------- | ---- | --- | --- |
| 907年  | 後梁 朱全忠 | 開平     | 1    | 朱全忠、唐を滅ぼして後梁を興す。                                                                                | |
| 916年  | 後梁 朱友貞 | 貞明     | 2    | | （遼）耶律阿保機、契丹皇帝（太祖）となり、遼の成立。                                                            |
| 918年  | 後梁 朱友貞 | 貞明     | 4    | | （朝鮮）王建、高麗を建てる。                                                                                    |
| 923年  | 後唐 李存勗 | 同光     | 1    | 李存勗、唐皇帝に即位し、後唐を建てる。後梁を滅ぼす。                                                            | |
| 926年  | 後唐 李嗣源 | 天成     | 1    | | （遼）太祖、渤海を滅ぼす。太祖崩御、耶律堯骨（太宗）が跡を継ぐ。                                                |
| 935年  | 後唐 李従珂 | 清泰     | 2    | | （朝鮮）新羅滅ぶ。（日本）承平天慶の乱勃発。                                                                    |
| 936年  | 後晋 石敬瑭 | 天福     | 1    | 石敬瑭、契丹の助力を得て後唐を滅ぼし、後晋を建てる。燕雲十六州の割譲。                                          | （朝鮮）高麗、朝鮮半島を統一。                                                                                  |
| 937年  | 後晋 石敬瑭 | 天福     | 2    | | （雲南）大理国成立。                                                                                            |
| 946年  | 後晋 石重貴 | 開運     | 3    | | （遼）太宗、後晋を滅ぼす。                                                                                      |
| 947年  | 後漢 劉知遠 | 天福     | 12   | 劉知遠、遼軍が引き上げた後の開封に入り、帝位に就く。                                                            | |
| 951年  | 後周 郭威   | 広順     | 1    | 郭威、帝位に就き、後周を興す。                                                                                  | |
| 955年  | 後周 柴栄   | 顕徳     | 2    | 廃仏を実行。 | |
| 958年  | 後周 柴栄   | 顕徳     | 5    | 南唐を攻めて、これを服属させる。                                                                                | |
| 960年  | 太祖        | 建隆     | 1    | 趙匡胤、後周恭帝より禅譲を受け、宋朝建つ。 宋に於いての最初の科挙が行われる。                                   | |
| 963年  | 太祖        | 乾徳     | 1    | 荊南・楚を滅ぼす。                                                                                              | （朝鮮）高麗、宋に入朝。                                                                                        |
| 965年  | 太祖        | 乾徳     | 3    | 後蜀を滅ぼす。                                                                                                  | |
| 971年  | 太祖        | 開宝     | 4    | 南漢を滅ぼす。 『大蔵経』の出版事業を開始する。                                                                 | |
| 973年  | 太祖        | 開宝     | 6    | 殿試の開始。 | |
| 975年  | 太祖        | 開宝     | 8    | 南唐を滅ぼす。 『旧五代史』の完成。                                                                             | |
| 976年  | 太宗        | 太平興国 | 1    | 太祖、崩御。弟の趙光義（太宗）が跡を継ぐ（千載不決の議）。                                                      | |
| 978年  | 太宗        | 太平興国 | 3    | 呉越、自ら国を献じて滅ぶ。 『太平広記』の完成。                                                                 | |
| 979年  | 太宗        | 太平興国 | 4    | 北漢を滅ぼし、中国統一なる。                                                                                    | |
| 980年  | 太宗        | 太平興国 | 5    | 差役法を定める。                                                                                                | （西夏）タングートの李継捧が定難軍節度使の地位を継ぐ。                                                          |
| 982年  | 太宗        | 太平興国 | 7    | | （遼）聖宗が立つ。 （西夏）李継捧が自ら領土を宋に献じ、反対した李継遷が宋に反乱を起こす。                       |
| 983年  | 太宗        | 太平興国 | 8    | 『太平御覧』の完成。                                                                                            | |
| 986年  | 太宗        | 雍熙     | 2    | 『文苑英華』の完成。                                                                                            | |
| 992年  | 太宗        | 淳化     | 2    | 常平倉を設置。                                                                                                  | |
| 993年  | 太宗        | 淳化     | 3    | 四川にて王小波らが四川均産一揆を起こす（-995年）                                                                | |
| 994年  | 太宗        | 淳化     | 4    | | (遼）（朝鮮）高麗、遼に服属する。                                                                               |
| 997年  | 太宗        | 至道     | 3    | 太宗、崩御。真宗が跡を継ぐ。転運使を設置。                                                                      | |
| 1002年 | 真宗        | 咸平     | 5    | | （西夏）李継遷、宋の霊州を陥落させて西平府と改名する。                                                          |
| 1003年 | 真宗        | 咸平     | 6    | | （西夏）李継遷戦死。李徳明が跡を継ぐ。                                                                          |
| 1004年 | 真宗        | 景徳     | 1    | （宋）（遼）遼聖宗、宋へ侵攻。澶淵の盟が結ばれる。                                                              | （宋）（遼）遼聖宗、宋へ侵攻。澶淵の盟が結ばれる。                                                              |
| 1007年 | 真宗        | 景徳     | 4    | 昌南鎮、景徳鎮と改名。                                                                                          | |
| 1008年 | 真宗        | 大中祥符 | 1    | 天書舞い降り、真宗が封禅の儀を行う。                                                                            | |
| 1010年 | 真宗        | 大中祥符 | 3    | | （ベトナム）李朝の成立。                                                                                        |
| 1012年 | 真宗        | 大中祥符 | 5    | 占城稲が導入される。                                                                                            | |
| 1013年 | 真宗        | 大中祥符 | 6    | 『冊府元亀』の完成。                                                                                            | |
| 1022年 | 真宗        | 乾興     | 1    | 真宗崩御。仁宗が跡を継ぐ。限田法施行。                                                                          | |
| 1022年 | 仁宗        | 天聖     | 1    | 官営交子の発行を始める。                                                                                        | |
| 1031年 | 仁宗        | 天聖     | 9    | | （西夏）李徳明死去し、李元昊が継ぐ。                                                                            |
| 1038年 | 仁宗        | 宝元     | 1    | | （西夏）李元昊、皇帝となり大夏と号す。                                                                          |
| 1044年 | 仁宗        | 慶暦     | 4    | （宋）（西夏）李元昊を夏国主とし、和約が結ばれる（慶暦和約）                                                    | （宋）（西夏）李元昊を夏国主とし、和約が結ばれる（慶暦和約）                                                    |
| 1053年 | 仁宗        | 皇祐     | 5    | 『新五代史』完成。                                                                                              | |
| 1060年 | 仁宗        | 嘉祐     | 5    | 王安石、『万言書』を上奏する。『新唐書』完成。                                                                  | |
| 1063年 | 仁宗        | 嘉祐     | 8    | 仁宗、崩御。英宗が跡を継ぐ。                                                                                    | |
| 1067年 | 英宗        | 治平     | 4    | 英宗、崩御。神宗が跡を継ぐ。                                                                                    | |
| 1069年 | 神宗        | 熙寧     | 2    | 王安石、参知政事となり、新法改革の開始（新法に関する詳しい年表は新法・旧法の争いを参照のこと）。                | |
| 1072年 | 神宗        | 熙寧     | 5    | 吐蕃を征し、熙河路を置く。                                                                                      | |
| 1076年 | 神宗        | 熙寧     | 9    | 王安石、引退。                                                                                                  | |
| 1080年 | 神宗        | 元豊     | 3    | 元豊の改革開始。                                                                                                | |
| 1084年 | 神宗        | 元豊     | 7    | 司馬光『資治通鑑』の完成。                                                                                      | |
| 1085年 | 神宗        | 元豊     | 8    | 神宗、崩御、哲宗が跡を継ぐ。宣仁太皇太后が司馬光を用いて新法を廃止させる（元祐更化）。                          | |
| 1093年 | 哲宗        | 元祐     | 8    | 宣仁太皇太后死去。哲宗が親政を始める。                                                                          | |
| 1094年 | 哲宗        | 紹聖     | 1    | 章惇が宰相となり、再び新法を行う。                                                                              | |
| 1100年 | 哲宗        | 元符     | 3    | 哲宗崩御。徽宗が跡を継ぐ。向太后が新法党・旧法党の融和を図る。                                                  | |
| 1101年 | 徽宗        | 建中靖国 | 1    | 向太后、死去。徽宗親政を始める。                                                                                | |
| 1102年 | 徽宗        | 崇寧     | 1    | 蔡京、宰相となり新法を進めると共に旧法党を弾圧。                                                                | |
| 1107年 | 徽宗        | 大観     | 1    | 四川で交子に代わって銭引を使うようになる。                                                                      | |
| 1113年 | 徽宗        | 政和     | 3    | | （金）女真の阿骨打が完顔部の族長となる。                                                                        |
| 1114年 | 徽宗        | 政和     | 4    | | （金）阿骨打、遼に対して反旗を翻す。猛安・謀克の制を定める。                                                    |
| 1115年 | 徽宗        | 政和     | 5    | | （金）阿骨打、金皇帝に即位。遼軍を打ち破る。                                                                    |
| 1118年 | 徽宗        | 重和     | 1    | （宋）（金）金に使者を送り、遼を挟撃する盟約を結ぶ（海上の盟）                                                  | （宋）（金）金に使者を送り、遼を挟撃する盟約を結ぶ（海上の盟）                                                  |
| 1120年 | 徽宗        | 宣和     | 2    | 方臘の乱勃発。                                                                                                  | |
| 1121年 | 徽宗        | 宣和     | 3    | 方臘の乱、鎮圧。                                                                                                | |
| 1122年 | 徽宗        | 宣和     | 4    | （宋）（金）（遼）童貫、遼の燕京を攻撃するも失敗。金軍に依頼し、燕京を陥落させる。                              | （宋）（金）（遼）童貫、遼の燕京を攻撃するも失敗。金軍に依頼し、燕京を陥落させる。                              |
| 1124年 | 徽宗        | 宣和     | 6    | | （金）（西夏）西夏、金に服属。                                                                                  |
| 1125年 | 徽宗        | 宣和     | 7    | （宋）（金）(遼）金、遼天祚帝を捕らえ、遼滅亡。宋の背信行為により金、開封を包囲。徽宗、退位して欽宗が跡を継ぐ。 | （宋）（金）(遼）金、遼天祚帝を捕らえ、遼滅亡。宋の背信行為により金、開封を包囲。徽宗、退位して欽宗が跡を継ぐ。 |
| 1126年 | 欽宗        | 靖康     | 1    | （宋）（金）金軍、開封を陥落させる。                                                                            | （金）（高麗）高麗、金に服属。                                                                                  |
| 1127年 | 南宋高宗    | 建炎     | 1    | （宋）（金）金、徽宗・欽宗を北に連れ去り、北宋滅亡（靖康の変）。高宗、南で即位する（南宋）                      | （宋）（金）金、徽宗・欽宗を北に連れ去り、北宋滅亡（靖康の変）。高宗、南で即位する（南宋）                      |